# Jórunn skáldmær
Jórunn skáldmær, o Jór (fl. X secolo), è stata una poetessa scaldica del X secolo.
Viene citata da Snorri Sturluson nella sua Haralds saga hárfagra e nella Edda in prosa, dove è annoverata tra altri scaldi. L'unica opera di Jórunn giunta fino a noi è Sendibítr. Anche nel Flateyjabók si trova un riferimento a Jórunn, dove viene chiamata skjaldmær (fanciulla-scudo), cioè guerriera e non skáldmær (fanciulla-scaldo).
Secondo Sandra Ballif Straubhaar Jórunn è una figura chiave che serviva alla corte di Norvegia come consigliere del re, un ruolo comune per gli scaldi uomini. La sua opera è l'unico riferimento da cui possiamo trarre conclusioni sulla sua vita e la sua datazione.

## Sendibítr
Il significato del titolo Sendibítr rimane oscuro. Jan de Vries la traduceva come "messaggio che morde", anche se basandoci sui frammenti rimasti non sappiamo quale fosse questo messaggio, a chi fosse rivolto e perché fosse definito "mordente". È probabile che fosse inserito in un contesto molto più ampio, che però risulta impossibile ricostruire proprio perché non più esistente.
Solo da questa opera possiamo ricavare una datazione approssimativa della vita di Jórunn.
Il poema è composto da tre helmingar e riferisce del conflitto tra Harald Bellachioma e suo figlio Halfdan il Nero. Molte saghe parlano di conflitti tra i figli di Harald e tra loro e Harald stesso. Snorri parla delle dispute tra Eiríkr Ascia-insanguinata e Halfdan il Nero per questioni territoriali. Nel Sendibítr Jórunn parla dell'attacco di Halfdan alla fattoria di Sölvi, dove Eírikr risiedeva, e di come Halfdan dette alle fiamme la dimora del fratello.
— beið herr konungs reiði —
— hús lutu opt fyr eisum —
óþjóðar slǫg rjóða.
Harald frák, Halfdan, spyrja
herðibrǫgð, en lǫgðis
sýnisk svartleitr reyni
sjá bragr, inn hárfagra.
Þvít ríkr konungr rekka,
reyr undlagar dreyra
morðs þás merkja þorðu
magnendr, bjósk at fagna.»
nel sangue della cattiva gente;
l'esercitò soffrì l'ira del re;
spesso le case crollarono a causa delle fiamme.
O Halfdan, ho appreso che Harald
ha udito delle tue gesta.
Queste sembrano opere vigliacche
e gesta oscure al nostro Bellachioma
In quanto nobile re nato da eroi,
il suo cuore si agita per l'azione,
quando gli assassini
macchiano le loro spade con spargimenti di sangue»
(Sendibítr 1-2)